# John Nunn (aviron)
Pour les articles homonymes, voir Nunn.
Cet article concerne un rameur d'aviron américain. Pour le joueur d'échec, voir John Nunn. Pour l'athlète américain, voir John Nunn (athlétisme).
John Hamann Nunn, né le 12 octobre 1942 à Terre Haute, est un rameur d'aviron américain.

## Carrière
John Nunn, médaillé d'argent en skiff aux Jeux panaméricains de 1967, est médaillé de bronze aux Jeux olympiques d'été de 1968 à Mexico avec Bill Maher en deux de couple. En 1971, il est médaillé d'argent de deux de couple aux Jeux panaméricains de Cali avec Tom McKibbon.